# Darko Novačić
Darko Novačić (* 19. August 1978 in Split, SFR Jugoslawien) ist ein ehemaliger kroatischer Fußballspieler.

## Karriere
Novačić spielte in der Jugend für Hajduk Split und war später auch für Standard Lüttich aktiv. Er wechselte 1998 von NK Primorac Stobreč zum VfB Lübeck, bei dem er zwei Jahre spielte. Zu Beginn des Jahres 2003 wechselte Darko Novačić vom NK Posušje zum SSV Reutlingen 05 in die 2. Bundesliga. Nachdem er mit den Reutlingern am Ende der Saison 2002/03 abstieg, ging Novačić zu Selangor FA in die Malaysia Super League. Nach mehreren Wechsel beendete er 2012 seine aktive Karriere.